# Javahavet
Javahavet er et 310.000 km² stort hav i den sydlige del af Stillehavet, beliggende mellem de indonesiske øer Java i syd, Borneo i nord, Sumatra i vest og Sulawesi i øst. I nordvest forbinder Karimatastrædet Javahavet med det Sydkinesiske Hav.
Under 2. verdenskrig blev et stort søslag, Slaget i Javahavet, udkæmpet i Javahavet fra februar til marts 1942. Slaget førte til store tab for Australien, Holland, Storbritannien og USA som prøvede at forsvare øen Java fra japanske angreb.
5°S 110°Ø / 5°S 110°Ø